# Klaus vom Orde
Klaus vom Orde (* 24. Dezember 1956 in Lauterbach (Hessen)) ist ein deutscher Theologe und Kirchenhistoriker.

## Leben
Nach einem Studium der Evangelischen Theologie und Philosophie in Marburg und Gießen, das er mit einer Promotion im Fach Kirchengeschichte an der Philipps-Universität Marburg abschloss, war er Dozent am Marburger Bildungs- und Studienzentrum (MBS) und an der Evangelischen Hochschule Tabor. Von 2001 bis 2006 war er Direktor des Gnadauer Theologischen Seminars Falkenberg. Er arbeitete an der Edition der Briefe Gerhard Tersteegens mit, die 2008 von Gustav Adolf Benrath herausgegeben wurde. Als Wissenschaftlicher Mitarbeiter war er in der Spener-Arbeitsstelle der Ruhr-Universität Bochum und an der Humboldt-Universität zu Berlin tätig, die von Johannes Wallmann geleitet wurde. Mit dem 2011 erfolgten Wechsel der Spener-Arbeitsstelle in die Franckeschen Stiftungen nach Halle (Saale) wurde er Wissenschaftlicher Mitarbeiter und Arbeitsstellenleiter des Projekts „Edition der Briefe Philipp Jakob Speners der Sächsischen Akademie der Wissenschaften zu Leipzig“, das von Udo Sträter geleitet wird.

## Schriften
Monographien
- Carl Mez. Ein Unternehmer in Industrie, Politik und Kirche. Karlsruhe 1992 (Veröffentlichungen des Vereins für Kirchengeschichte in der Evangelischen Landeskirche in Baden, Bd. XLV) und Gießen/Basel 1992. — 2. Auflage: Gießen/Basel 1994, ISBN 3-7655-9374-5.
- Wuppertaler Studienbibel: Die Bücher Esra und Nehemia. Erklärt von Klaus vom Orde. R. Brockhaus Verlag, Witten 2002, ISBN 3-417-25231-8.
- Wuppertaler Studienbibel: Das zweite Buch Samuel. Erklärt von Klaus vom Orde. R. Brockhaus, Witten 2003, ISBN 3-417-25240-7.

Herausgeberschaften
- Erich Beyreuther, D. Blaufuß (Hrsg.): Philipp Jakob Spener, Schriften. Band 8: Erste Geistliche Schriften. 1699, eingeleitet von D. Blaufuß u. Klaus vom Orde. Olms, Hildesheim/Zürich/New York 2002, ISBN 3-487-11562-X.
- Johannes Wallmann in Zusammenarbeit mit Martin Friedrich, Klaus vom Orde und Peter Blastenbrei (Hrsg.): Philipp Jakob Spener, Briefe aus der Dresdner Zeit. 1686–1691. Band 1: 1686–1687. Tübingen 2003.
- Gustav Adolf Benrath in Zusammenarbeit mit Ulrich Bister und Klaus vom Orde (Hrsg.): Gerhard Tersteegen, Briefe. Texte zur Geschichte des Pietismus, Abt. V, Bd. 7/I und 7/II, Gießen/Göttingen 2008.
- Tim Dowley: 2000 Jahre Christentum. Geschichte, Glaube und Persönlichkeiten. Deutsche Ausgabe bearb. und hrsg. von Klaus vom Orde. Gießen 2009.
- Pietas und Eruditio. Pietistische Texte zum Theologiestudium (= Edition Pietismustexte, Bd. 8). Leipzig 2016.
- Johannes Wallmann in Zusammenarbeit mit Klaus vom Orde (Hrsg.): Philipp Jakob Spener, Briefe aus der Frankfurter Zeit. 1666-1686. Band 5: 1681. Tübingen 2010.
- Johannes Wallmann und Udo Sträter in Zusammenarbeit mit Klaus vom Orde (Hrsg.): Philipp Jakob Spener, Briefe aus der Dresdner Zeit. 1686–1691. Band 3: 1689. Tübingen 2013.
- Johannes Wallmann und Udo Sträter in Zusammenarbeit mit Klaus vom Orde (Hrsg.): Philipp Jakob Spener, Briefe aus der Dresdner Zeit. 1686–1691. Band 4: 1690–1691. Tübingen 2017.
- Johannes Wallmann und Udo Sträter in Zusammenarbeit mit Klaus vom Orde (Hrsg.): Philipp Jakob Spener, Briefe aus der Frankfurter Zeit. 1666-1686. Band 6: 1682-1683. Tübingen 2019.
- Johannes Wallmann und Udo Sträter in Zusammenarbeit mit Klaus vom Orde (Hrsg.): Philipp Jakob Spener, Briefe aus der Frankfurter Zeit. 1666-1686. Band 7: 1684-1685. Tübingen 2019.